# Straatmuzikant

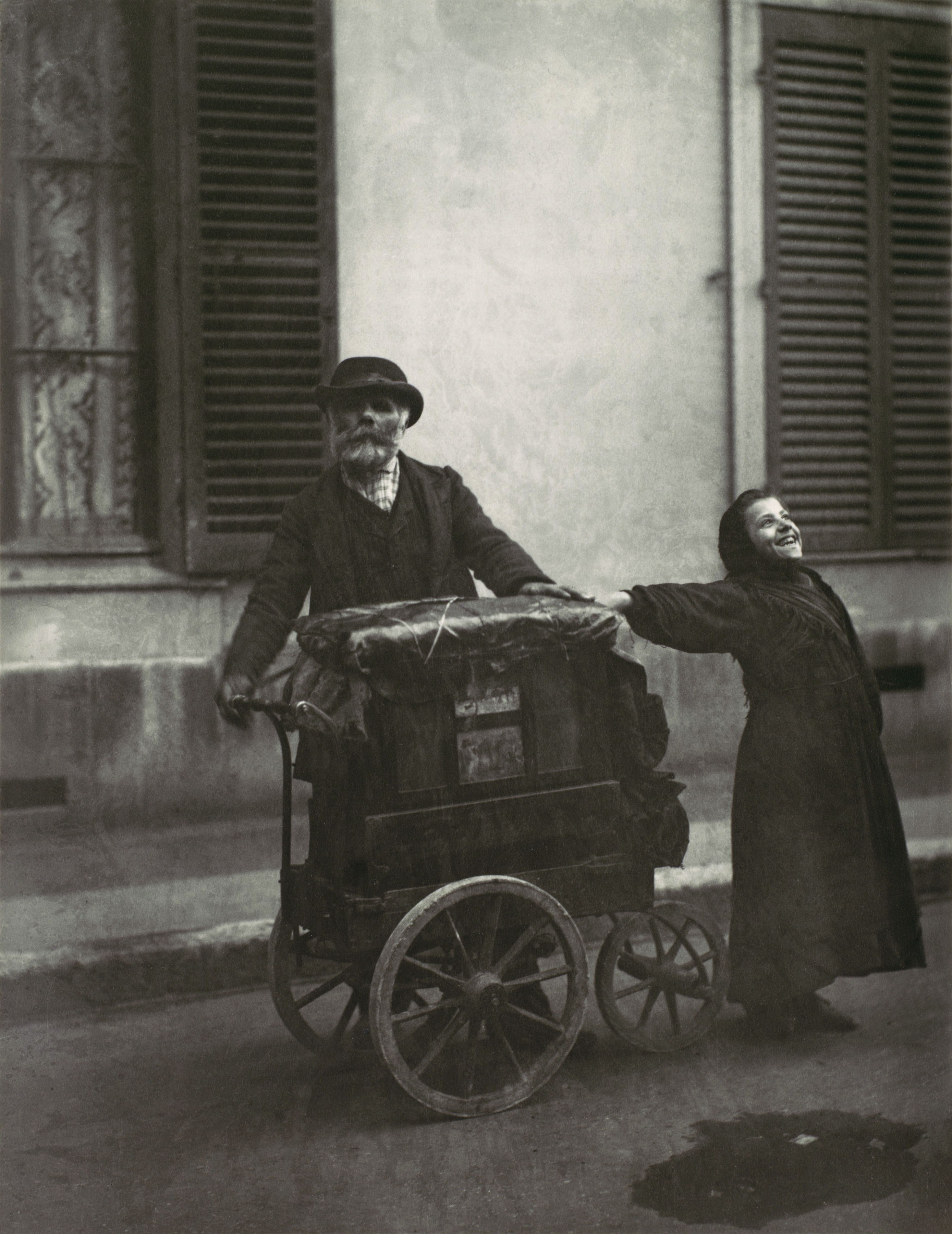
Straatmuzikant met orgeltje in Parijs omstreeks 1898, gefotografeerd door Eugène Atget.

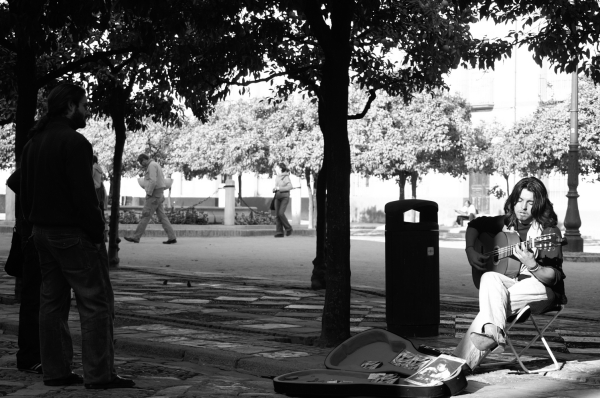
Een straatmuzikant in Sevilla.

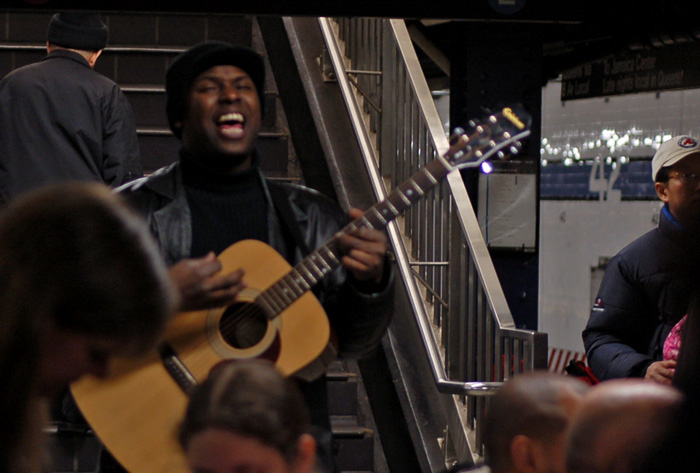
Muzikant in de subway, NYC.

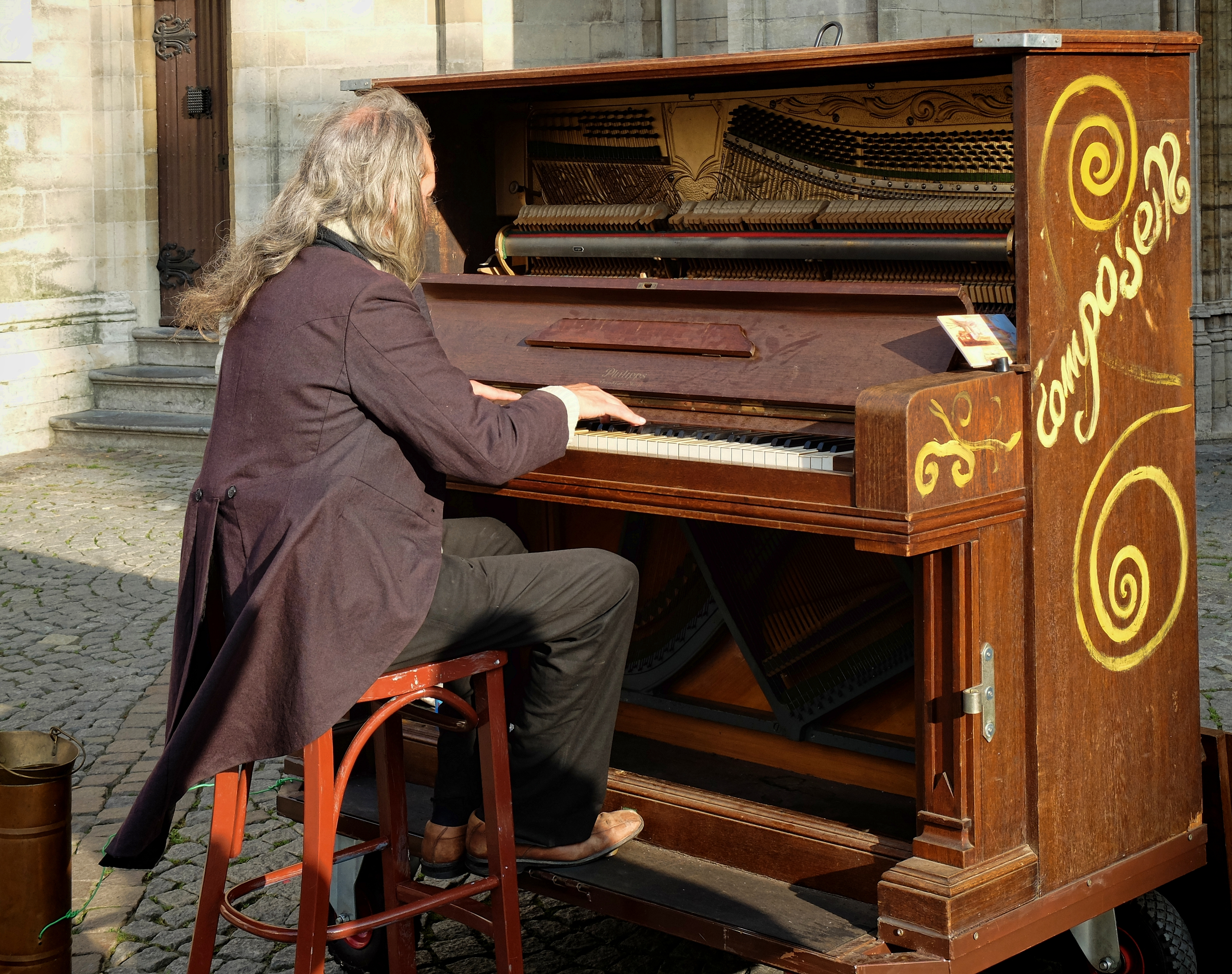
Straatmuzikant op de Handschoenmarkt in Antwerpen.

Een straatmuzikant is een muzikant die in openbare ruimten, veelal buiten op straat of in overdekte winkelcentra, optreedt. In grote steden, zoals Parijs, Londen en New York, vindt men straatmuzikanten ook in de stations van de ondergrondse, gebruikmakend van de goede akoestiek. Soms treden zij zelfs op in de rijtuigen. 
Het is de bedoeling van de muzikant dat men de muziek zo prettig vindt en dat men hem hiervoor beloont. Daarom speelt hij veelal bekende melodieën. Meestal heeft de muzikant een hoed, beker of koffer voor zich staan waar men geldstukken in kan werpen, soms gaat hij ook met de pet rond. Beloningen kunnen ook elektronisch worden gegeven via een QR-code die men met de smartphone moet scannen, zodat men een Tikkie ontvangt waarmee men het geld overmaakt naar de rekening van de straatmuzikant. Deze QR-code staat of ligt dan vaak in of bij de hoed, beker of koffer waarin het geld wordt geworpen, zodat men de keuze heeft om de beloning fysiek of elektronisch te geven.
Veelgebruikte instrumenten van een straatmuzikant zijn accordeon, viool en gitaar. Ook de bediener van een draaiorgel kan men als straatmuzikant zien, hoewel "mechanisch musiceren met een rammelende centenbak" onder straatmuzikanten lager aangeslagen wordt dan live musiceren. 
Sommige bekende artiesten, zoals Rod Stewart, Beck, Damien Rice en Glen Hansard (The Frames) hebben een periode als straatmuzikant gespeeld.

## Vergunning
In veel plaatsen is een vergunning nodig voor het uitoefenen van muziek of theater op straat, eventueel met gebruik van elektronische versterkers. Afhankelijk van het gemeentelijk beleid controleert de politie hier al dan niet streng op. Deze vergunning kan bepalingen bevatten die ervoor zorgen dat de muzikanten regelmatig van plaats veranderen, bijvoorbeeld om niet te lang voor dezelfde winkel te spelen. In opkomst zijn straatfestivals, waar artiesten vrij mogen optreden.

## Bekende straatmuzikanten
- Tones and I
- Paul Boey
- Sigurd Cochius
- Chuck Deely
- Grandpa Elliott
- Koperen Ko
- Robert Willem Imker, ook bekend als Tokkel